# Teluk Ambun
Teluk Ambun is een bestuurslaag in het regentschap Aceh Singkil van de provincie Atjeh, Indonesië. Teluk Ambun telt 750 inwoners (volkstelling 2010).